# Condrodita
La condrodita, también llamada brocchita o prolectita, es un mineral de la clase de los nesosilicatos, del "grupo de la humita". Fue descubierto en 1817 en el monte Somma, parte del complejo del Vesubio en Italia, y fue nombrada así del griego condros ("granos"), en alusión a su hábito de aparecer en granos aislados.

## Características químicas
Es un nesosilicato de magnesio con flúor, que tradicionalmente aparece en las guías también con hierro en su fórmula pero que la Asociación Mineralógica Internacional considera que es una impureza que tiene con cierta frecuencia. Otras impurezas no tan frecuentes pero que también puede presentar dándole distintas tonalidad de color son: titanio, aluminio y manganeso.

## Formación y yacimientos
Es relativamente frecuente encontrarlo en las rocas metamórficas de contacto, formadas a partir de rocas carbonatos en las que el flúor ha sido introducido por metasomatismo. Puede formarse por una hidratación del olivino.